# Trini Lopez
Trini Lopez, född Trinidad López III den 13 maj 1937 i Dallas, Texas, 
död 11 augusti 2020 i Palm Springs, Kalifornien, var en amerikansk sångare och skådespelare av mexikansk börd. Han är mest ihågkommen för låtarna "If I Had a Hammer" och "Lemon Tree". Som skådespelare var han mest känd för rollen som "Pedro Jiminez" i krigsfilmen 12 fördömda män.

## Diskografi (urval)
Studioalbum och livealbum
- 1963 Live at PJ's
- 1963 More Trini Lopez Live at PJ's
- 1964 On the Move
- 1964 Live at Basin St. East
- 1964 The Latin Album
- 1965 The Folk Album
- 1965 The Love Album
- 1965 The Rhythm and Blues Album
- 1965 The Sing Along World of Trini Lopez
- 1965 Trini Lopez Live in South Africa
- 1966 Trini
- 1966 The Second Latin Album
- 1967 In London
- 1967 Now!
- 1968 It's a Great Life
- 1968 Welcome to Trini Country
- 1969 The Whole Enchilada
- 1969 The Trini Lopez Show
- 1970 Viva
- 1971 Trini Lopez Live in Tokyo
- 1977 Y Su Alma Latina
- 1978 Transformed By Time
- 1991 The 25th Anniversary Album
- 1998 Dance Party
- 2000 Aylole-Aylola
- 2001 Dance the Night Away
- 2002 Legacy: My Texas Roots
- 2005 Romantic and Sexy Guitars
- 2008 Ramblin' Man